# 郯城大地震
郯城大地震发生于中国清康熙七年农历六月十七戌时（1668年7月25日20时左右）。震央可能位於山东省东南部今郯城、临沂、临沭三县交界处。此次地震最大烈度达XII度，为中国東部历史上地震烈度的最高级别，是有记录以来全球陆上发生的最大规模的地震。受此此地震及次生灾害影响，有大约43,000至50,000人丧生。

## 地质构造
这次地震的震中位于北京和上海之间，这里的地震活动很少。该地区150多年来没有发生过任何大地震。在历史上，只有7次估计震级大于 Ms6.0的地震发生。第一次有记录的地震发生在公元前70年的诸城西北部，估计的震级为7.0级或更大。距今最近的一次破坏性地震发生在1829年11月19日，发生在临沂附近，震级为Ms6.75级。这些大地震发生在郯庐断裂带附近。
郯庐断裂带是中国东部最重要的断裂带之一，属于北-东北-南-西南走向的右旋走滑断裂带，它的滑动速率估计每年约为1-2.6毫米。这条断层从长江附近的武穴延伸2400公里(1500英里) ，穿过渤海，直至黑龙江的肇兴。它在其历史上曾多次演化，从晚三叠世到中白垩世，是一个左旋走滑断裂带，产生了200-740公里(120-460英里)的偏移。在晚白垩世，断裂带成为一个伸展构造区，产生裂谷，在一些地区有着了厚达10公里(6.2英里)的沉积物。古近纪断裂活动停止，晚始新世此断裂带演化为右旋走滑断裂。这可能是对印度洋板块与欧亚板块碰撞和俯冲带来的构造变化的结果。

## 地震
地震破裂最先发生在郯庐断裂带的一段360公里长的沂沭断裂带。地震期间，沂沭断裂破裂，平均偏移9米。滑动主要为右旋走滑，逆冲分量较小。地震反演表明，在近垂直的南北走向断层上存在一个160 km × 32 km的破裂区，地震中心深度介于22公里至28公里之间。通过洪积扇位错推测，地震产生的水平地表位移在左山，板泉，腾马最大；而垂直地表位移在石井，纪庄最大。这进一步说明此次地震的发震机理为南北逆冲，中断走滑，但此次地震总体的震源机制解为而右旋走滑。1688年7月26日和9月18日发生了三次余震，估计分别为Ms6.25和Ms6.0。另一次余震发生在1672年，估计为Ms6.0。

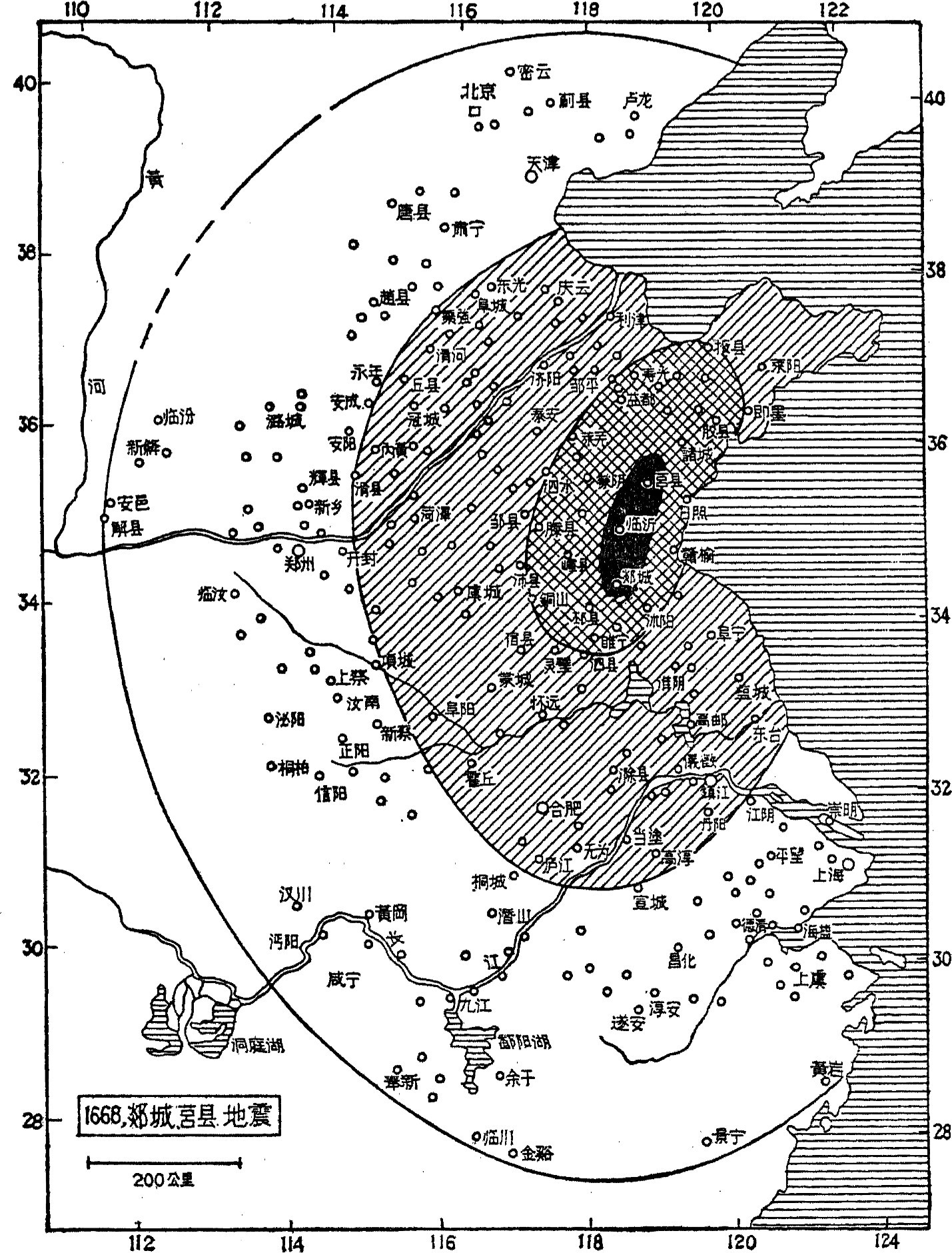
深黑色部分为中国地震烈度表中的12级，向外依层递减

1987年对该断裂带的古地震研究表明，公元前6280年的一次类似规模的地震的的断层可能也是同一段断裂带。同样的断层（郯庐断裂带）也可能产生了这次事件以北700公里的海城大地震。1969年郯庐断裂带又发生了一次破坏性地震。

## 震害情况

### 人员伤亡
| 地区   | 死亡人数     |
| ------ | ------------ |
| 莒县   | >20,000      |
| 郯城县 | >8,700       |
| 临沂市 | >6,900       |
| 诸城市 | >2,700       |
| 东营市 | >1,000       |
| 莱芜市 | 大多数人死亡 |
| 胶州市 | >90          |
| 潍坊市 | >470         |
| 沂水县 | 1,725        |
| 即墨   | 653          |
| 邹城市 | >100         |
| 鱼台县 | 140          |
| 泗水县 | >100         |

震中附近地区的山东省郯城、沂州（今临沂）、莒州（今莒县），5万余人死亡（莒州死亡2万余，沂州死亡1.2万，郯城死亡8700余人），所有城廓、住宅、官署、庙宇等建筑物全部被毁，在南北延伸长约70余公里的形变带上，发生大规模的山崩地裂、地裂、地陷、涌水、喷沙等现象，山川地形发生了剧烈变化。江苏省海州赣榆县由于海滩隆起，黄海海水退去30华里。郯城“城楼垛口官舍民房并村落寺观，俱倒塌如平地”，“地裂泉涌，上喷二三丈高”，“地裂处或缝宽不可越，或深不敢视”。遭受地震破坏的范围约19万平方公里，包括山东大部、江苏和安徽北部的150多个州县。此次地震的有感半径达到800多公里，面积约100万平方公里，包括山东、江苏、安徽、河南、浙江、江西、湖北、直隶、陕西、山西、福建等省及朝鲜，留下有关这次地震记载的多达410余州县。

### 可能的海啸
历史记录还记载了该地区可能发生的海啸。据记载，沿海城市被洪水淹没，河水泛滥。